# سيف العدواني
سيف العدواني (مواليد 17 أبريل 2002) هو لاعب كرة يد كويتي. يلعب حالياً مع نادي الكويت الذي ينافس في الدوري الكويتي لكرة اليد. شارك مع المنتخب الكويتي في بطولة العالم لكرة اليد للرجال 2025 وسجل معه 47 هدفاً.